# Legge 20 luglio 2004, n. 215
La legge 20 luglio 2004, n. 215 - nota anche come legge Frattini dal suo ispiratore, Franco Frattini - è una legge della Repubblica Italiana.
Approvata il 13 luglio di quell'anno, recava disposizioni in tema di conflitto di interessi.

## Caratteristiche
Derivata praticamente in toto da un disegno di legge governativo presentato dal ministro Franco Frattini all'epoca responsabile del Dipartimento per la funzione pubblica, l'iter di approvazione della norma vide numerose interruzioni e polemiche.
La norma regolamenta uno dei temi più scottanti della politica italiana a partire dagli anni novanta, ossia la possibile commistione fra interessi privati (perlopiù economici) ed azione politica dei titolari di cariche di governo, assicurando che questi ultimi svolgano la loro attività nell'esclusivo interesse pubblico.
Nucleo centrale della norma è l'articolo 2, che definisce come incompatibile la posizione di un titolare di cariche governative con l'assunzione di impegni all'interno di Consigli di Amministrazione, di amministratore delegato o direttore generale, e più in generale di svolgere l'attività di imprenditore. Tale incompatibilità si spinge fino al sostanziale divieto ad esercitare il diritto di voto in assemblea nel momento in cui il governante sia socio di un'impresa.
L'art. 3 stabilisce che la sussistenza del conflitto d'interessi si ha di fronte ad un'incidenza, derivante da un atto od omissione del soggetto, sul proprio patrimonio, su quello del coniuge, o su quello dei parenti entro il secondo grado, con danno per l'interesse pubblico.

## Criticità
Il testo varato dal Parlamento Italiano venne duramente criticato per disporre in sostanza norme per punire il conflitto d'interesse, senza però prevenirlo. Nel 2004 l'Assemblea parlamentare del Consiglio d'Europa espresse il timore che la legge, in combinato con la cosiddetta legge Gasparri, potesse ledere sia di fatto che in termini di diritto il pluralismo informativo.
Secondo alcuni pareri espressi dalla Commissione di Venezia, un organo tecnico–giuridico dello stesso Consiglio, i principali punti di criticità sono rappresentati dal fatto che la legge non prevede l'ineleggibilità di un soggetto sottoposto ad un potenziale conflitto di interessi, ma solamente l'incompatibilità nell'assumere incarichi differenti da quelli di governo, o nell'adottare atti od omissioni da cui deriverebbe "un'incidenza specifica e preferenziale sul patrimonio".
Quest'ultimo aspetto è definito come conflitto d'interessi solo quando da un atto od omissione deriverebbe un "danno per l'interesse pubblico". Inoltre un secondo punto di particolare problematicità risiederebbe nel fatto che "la legge 215 non ricomprende la “mera proprietà” di un'impresa né tra le ipotesi di incompatibilità né tra le ipotesi di conflitto di interessi".
Un altro argomento di critica è rappresentato dalla determinazione del "danno per l'interesse pubblico", valutazione sostanzialmente politica che esula dalla sfera di competenza dell'Autorità Garante per la Concorrenza e il Mercato, dotata di strumenti di analisi tipicamente economici.